# Paulnay
Paulnay és un municipi francès, situat al departament de l'Indre i a la regió de Centre – Vall del Loira. L'any 2007 tenia 358 habitants.

## Demografia

### Població
El 2007 la població de fet de Paulnay era de 358 persones. Hi havia 156 famílies, de les quals 44 eren unipersonals (28 homes vivint sols i 16 dones vivint soles), 56 parelles sense fills, 40 parelles amb fills i 16 famílies monoparentals amb fills.
La població ha evolucionat segons el següent gràfic:
Habitants censats

### Habitatges
El 2007 hi havia 271 habitatges, 163 eren l'habitatge principal de la família, 62 eren segones residències i 46 estaven desocupats. 263 eren cases i 3 eren apartaments. Dels 163 habitatges principals, 129 estaven ocupats pels seus propietaris, 26 estaven llogats i ocupats pels llogaters i 8 estaven cedits a títol gratuït; 3 tenien una cambra, 10 en tenien dues, 47 en tenien tres, 39 en tenien quatre i 63 en tenien cinc o més. 120 habitatges disposaven pel capbaix d'una plaça de pàrquing. A 71 habitatges hi havia un automòbil i a 70 n'hi havia dos o més.

### Piràmide de població
La piràmide de població per edats i sexe el 2009 era:
| Homes | Edats   | Dones |
| ----- | ------- | ----- |
| 0     | 95 o +  | 0     |
| 0     | 90 a 94 | 8     |
| 4     | 85 a 89 | 4     |
| 8     | 80 a 84 | 12    |
| 12    | 75 a 79 | 16    |
| 12    | 70 a 74 | 24    |
| 4     | 65 a 69 | 8     |
| 20    | 60 a 64 | 12    |
| 4     | 55 a 59 | 4     |
| 12    | 50 a 54 | 4     |
| 4     | 45 a 49 | 8     |
| 12    | 40 a 44 | 12    |
| 4     | 35 a 39 | 8     |
| 16    | 30 a 34 | 20    |
| 28    | 25 a 29 | 4     |
| 12    | 20 a 24 | 4     |
| 0     | 15 a 19 | 8     |
| 8     | 10 a 14 | 0     |
| 8     | 5 a 9   | 0     |
| 0     | 0 a 4   | 12    |

## Economia
El 2007 la població en edat de treballar era de 196 persones, 150 eren actives i 46 eren inactives. De les 150 persones actives 132 estaven ocupades (81 homes i 51 dones) i 17 estaven aturades (9 homes i 8 dones). De les 46 persones inactives 15 estaven jubilades, 7 estaven estudiant i 24 estaven classificades com a «altres inactius».

### Ingressos
El 2009 a Paulnay hi havia 168 unitats fiscals que integraven 368 persones, la mediana anual d'ingressos fiscals per persona era de 14.880 €.

### Activitats econòmiques
Dels 12 establiments que hi havia el 2007, 1 era d'una empresa alimentària, 4 d'empreses de construcció, 5 d'empreses de comerç i reparació d'automòbils, 1 d'una empresa d'hostatgeria i restauració i 1 d'una entitat de l'administració pública.
Dels 6 establiments de servei als particulars que hi havia el 2009, 3 eren tallers de reparació d'automòbils i de material agrícola, 1 paleta i 2 fusteries.
L'únic establiment comercial que hi havia el 2009 era una fleca.
L'any 2000 a Paulnay hi havia 24 explotacions agrícoles que ocupaven un total de 1.998 hectàrees.

## Equipaments sanitaris i escolars
El 2009 hi havia una escola maternal integrada dins d'un grup escolar amb les comunes properes formant una escola dispersa.

## Poblacions més properes
El següent diagrama mostra les poblacions més properes.